# Nouvelles sous ecstasy
Nouvelles sous ecstasy est un recueil de nouvelles de Frédéric Beigbeder paru en 1999 chez Gallimard, dans la collection l'Infini.

## Résumé
Il s'agit de plusieurs nouvelles dont la caractéristique serait qu'elles aient été écrites sous l'emprise de la drogue.

## Commentaires
Le texte liminaire au recueil dévoile que l'auteur était un consommateur régulier de ce genre de substances et qu'il déconseille fortement aux lecteurs d'en user.

## Éditions
- Frédéric Beigbeder, Nouvelles sous ecstasy, Gallimard, coll. « L'Infini », 1999.  (ISBN 2070755231) - rééd. coll. « Folio », 2000.